# Петрівський Ґерард Василь
Ґерáрд Петрíвський (хресне ім'я Василь, пол. Gerard Piotrowski, 12 травня 1885, Ріпинці, нині Бучацький район Тернопільської області ― 13 вересня 1969, Токіо, Японія) ― релігійний діяч, римо-католицький священник-францисканець (OFMObs — францисканець-обсервант, бернардин), місіонер у Китаї та Японії, Апостольський вікарій для римо-католиків у Сибіру (1924—1926).

## Життєпис
Мав старшого брата монаха-василіянина Миколу Петрівського (1870—1933). На початку 1900-х вступив до василіян на новіціят у Крехові, але пробув там дуже короткий час, так, що його імені навіть не зазначено в тодішніх щорічних каталогах ЧСВВ. 1903 р. вступив на новіціят до бернардинів у Лежайську. 1907—1909 рр. вивчав філософію в Дорстені, а богослов'я у Львові і в Римі, де 1911 р. прийняв священичі свячення. Виїхав до Ханькоу і 1912 р. осів у Пуці, організував там місійні станиці, відреставрував церкви в Сіа-дзи-гу і Сін-пан-юен, розбудував церкву в Ханькоу і поставив нову в Тан-ціен. У 1921—1922 рр. навчав латини і географії в нижчій семінарії дієцезіальній в Пе-ціен, а також закладав сиротинці і майстерні. Від 1925 р. перебував у Харбіні, куди спровадив сестер Урсулянок Конаючого Серця Ісусового з Познані, заклав монастир Кларисок з гімназією для дівчат і нижчу духовну семінарію. 1927 р. єпископ Кароль Слівовский іменував його своїм генеральним вікарієм на Маньчжурію. 1929 р. повернувся до Польщі з метою збирання коштів для справи місії. 1930 р. з трьома товаришами виїхав до Саппоро в Японії, а 1932 р. — до місійної станиці в Тойохара (нині Южно-Сахалінськ на острові Сахалін), де був настоятелем до 1938 р. З огляду на погіршення стану здоров'я, залишив Сахалін і замешкав у Пекіні, де був прокуратором (економом) францисканського інституту китайської мови. В 1939—1949 рр. перебував у Шанхаї, виконуючи уряд економа францисканського місійного дому, а відтак, змушений залишити Китай, переїхав у США до міста Кантон (штат Массачусетс), а 1950 р. виїхав до Японії. В 1950—1953 рр. був капеланом в шпиталі ордену в Нагасакі, 1953—1960 рр. — парохом у Токіо, 1960—1962 рр. — капеланом Кларисок. Після короткого побуту в Польщі був директором школи сестер Кларисок в Осаці; з 1965 р. проживав при вищій духовній семінарії в Токіо.

### Письменницька спадщина
О. Ґерард Петрівський був автором близько 80 статей і звітів з місійної діяльності, опублікованих у польськомовних часописах «Misja Katolicka», «Gazeta Kościelna» і «Miesięcznik Franciszkański», на підставі яких видав «Wspomnienia misjonarza o Chinach czyli zwyczaje i obyczaje Chińczyków spostrzeżone i zanotowane przez autora w związku z jego pracą misjonarską w Chinach od 1911 do 1949» (Пуласкі, Вісконсин, США 1956), а також збірка проповідей на неділі і свята японською мовою (Токіо 1962). В архіві францисканців у Кракові зберігається його «Місійний щоденник 1911—1969».